# Завражье (Устюженский район)
Завражье — деревня в Устюженском районе Вологодской области.
Входит в состав Устюженского сельского поселения (с 1 января 2006 года по 9 апреля 2009 года входила в Перское сельское поселение), с точки зрения административно-территориального деления — в Перский сельсовет.
Расположена на левом берегу реки Молога. Расстояние по автодороге до районного центра Устюжны — 35 км. Ближайшие населённые пункты — Колодня, Перговищи, Поддубье, Крутец

## История
В конце XIX и начале XX века деревня административно относилась к Крутецкой сельской общине Перской волости Устюженского уезда Новгородской губернии.
Согласно "Списку населенных мест Новгородской губернии за 1911 г." в деревне было 17 занятых постройками дворовых места, на которых было 24 жилых строения. Жителей обоего пола - 100 человек (мужчин - 54, женщин - 46). Главное занятие жителей - земледелие, подсобное занятие - сплав леса. Ближайший водоем - река Молога. В деревне был хлебо-запасной магазин.
После создания СССР дома с близлежащих хуторов перевезли в Завражье, благодаря чему количество домов в деревне увеличилось. В деревне какое-то время находился магазин.

## Демография
Население по данным переписи 2002 года — 21 человек (7 мужчин, 14 женщин). Всё население — русские.
Население на 2024 год - 4 человека (3 мужчины, 1 женщина). Все население - русские.
Население на 2025 год - 3 человека (3 мужчины). Все население - русские

## Достопримечательности
Рядом с деревнями Крутец и Завражье расположены городище XIV—XV веков и курганы VI—IX веков — памятники археологии федерального значения, поставленные на охрану постановлением Совета Министров РСФСР № 1327 от 30.08.1960 в составе комплекса «городище и шесть курганов».